# Ирантепе
Ирантепе (или Ирански рид) е планински рид в централната част на Източните Родопи, на територията на Област Кърджали.
Ридът се простира от юг на север на около 22 км, а ширината му е до 15 км. На запад достига до долината на река Крумовица, която го отделя от Стръмни рид и нейното североизточно разклонение Бойник планина, а на изток долините на реките Кулиджикска (десен приток на Арда) и Кокарджадере (ляв приток на Бяла река го отделят от рида Сърта. На север склоновете му достигат до левия бряг на Арда, а на юг в района на село Чернооки се свързва с рида Мъгленик.
Билните му части са заравнени, с височина 700 – 750 м н.в., с най-висок връх Ирантепе (Иранов връх, 817 м), разположен на около 1,5 км северно от село Перуника. Западната му част е изградена от старотерциерни вулканити – андезити, латити, туфи и туфити, а източната – от гнайси и шисти. Климатът е планински със силно средиземноморско влияние. Ридът е вододел между водосборните басейни на реките Арда и Луда река (десни притоци на Марица). По-голямата част от него се отводнява от къси реки и дерета към Крумовица и Арда, а само малка част, на югоизток – от реки и дерета явяващи се леви притоци на Бяла река (ляв приток на Луда река). Почвената покривка е тънка, силно ерозирана, представена предимно от канелени горски почви, а в западните му части е почти напълно отнесена. Растителността е оскъдна с изключение на източните по-високи части където има петна от дъбови гори. Слабо развито селско стопанство.
В югозападното подножие на рида е разположен град Крумовград, а по склоновете му има още 29 села: Багрилци, Бараци, Бряговец, Вранско, Гулийка, Джанка, Доборско, Едрино, Златолист, Каменка, Качулка, Ковил, Кожухарци, Котлари, Красино, Морянци, Орешари, Падало, Пелин, Перуника, Полковник Желязово, Рогач, Сбор, Сладкодум, Сливарка, Странджево, Хисар, Чал и Чернооки.
През Ирантепе и по неговите склонове преминават участъци от три пътя от Държавната пътна мрежа:
- От запад на изток, на протежение от 21 км – участък от второкласен път № 59 Момчилград – Крумовград – ГКПП „Ивайловград“ (не е изграден);
- През западната му част, от юг на север, на протежение от 15 км – участък от третокласен път № 591 Крумовград – Поточарка – Пчелари;
- През североизточната му част, на протежение от 18,5 км – участък от третокласен път № 593 Белополци – Силен – Голям извор.[1]

## Топографска карта
- Лист от карта K-35-88. Мащаб: 1 : 100 000.